# 防弾ガラス

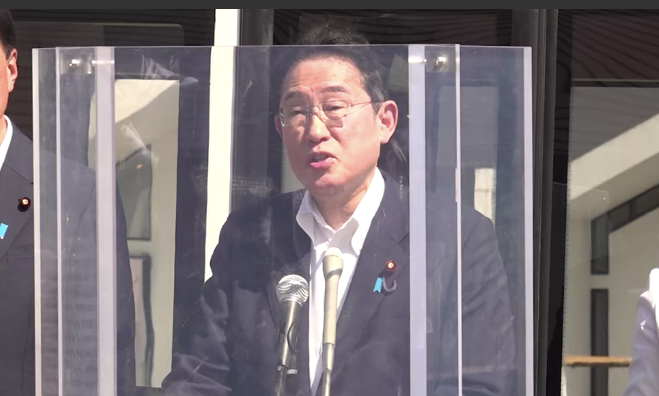
内閣総理大臣の屋外記者会見で使用される防弾ガラス。

防弾ガラス（ぼうだんガラス、英: bulletproof glass）とは、弾丸を貫通させないことを目的として、一般のガラスよりも強化されたガラスである。主に強化ガラスを合成樹脂のフィルムで接着して作られる。

## 歴史
第二次世界大戦当時の戦闘機のキャノピー前面部や、戦車・装甲車の覗き窓など、かつては硬化処理されたガラスを積層し、厚さ30 - 60mm程度にして用いていた。しかし、被弾時にひびが入って視界が妨げられること、貫通を防いでもホプキンソン効果により裏面から破片が飛散する場合がある、曲面構造のものは作れない、厚くすると透明度が低下するなどの問題点があった。また、ガラスの代わりに透明ポリカーボネートを積層して軽量化したものも作られたが、視界が歪みやすい、紫外線による劣化や変色が起こりやすいなどの欠点があった。
現在では、主にポリカーボネート、ポリビニルブチラール、ポリウレタンなどをガラスとラミネート加工し、より強化されたものが作られている。飛翔する銃弾などの衝撃が加わった際、ガラスが破損することと、ラミネート加工されたプラスチック膜が衝撃を拡散することにより、防弾性を得ている。また、これは経年劣化や紫外線劣化に強くなり、曲面加工もできるようになった。ただし、視界が歪むといったデメリットは避けられない。
プラスチック膜を用いることによって比較的軽量に作れることもあり、戦闘用車両にも好んで用いられる。防弾ヘルメットのバイザーに用いられる場合、厚みは約30mmと言われる。

## 規格
UL-752やNIJ-0108.01などがあり、強度が区分されている。EUではEN 356（鋼球の落下、またはさまざまな工具類による打撃）、EN 1063（銃撃）、EN 13541（爆圧）の各規格が関係する。